# Wesley Hills
Wesley Hills es una villa ubicada en el condado de Rockland en el estado estadounidense de Nueva York. En el año 2000 tenía una población de 4,848 habitantes y una densidad poblacional de 557.6 personas por km². Wesley Hills se encuentra ubicada dentro del pueblo de Ramapo.

## Geografía
Wesley Hills se encuentra ubicada en las coordenadas 41°9′21″N 74°04′31″O / 41.15583, -74.07528. Según la Oficina del Censo, la ciudad tiene un área total de 8,7 km² (3,4 mi²), de la cual 8,7 km² (3,4 mi²) es tierra y 0 km² (0 mi²) (0%) es agua.

## Demografía
Según la Oficina del Censo en 2000 los ingresos medios por hogar en la localidad eran de $91,613, y los ingresos medios por familia eran $98,102. Los hombres tenían unos ingresos medios de $65,764 frente a los $42,734 para las mujeres. La renta per cápita para la localidad era de $32,785. Alrededor del 7.1% de la población estaban por debajo del umbral de pobreza.